# Frederiksplein
La Frederiksplein (place Frédéric), est une place d'Amsterdam, située dans l'arrondissement Centrum. Elle se trouve dans le prolongement de la Utrechtsestraat, entre le Weteringschans et la Sarphatistraat.
Sa construction est postérieure à celle du Grachtengordel. Jusqu'en 1850 environ, la Utrechtsepoort, construite au XVIIe siècle sur les rives du Singelgracht, se trouve alors à l'endroit. La place est nommée en l'honneur de Frédéric d'Orange-Nassau (1797-1881), frère du deuxième roi Guillaume II, en 1870.

## Histoire

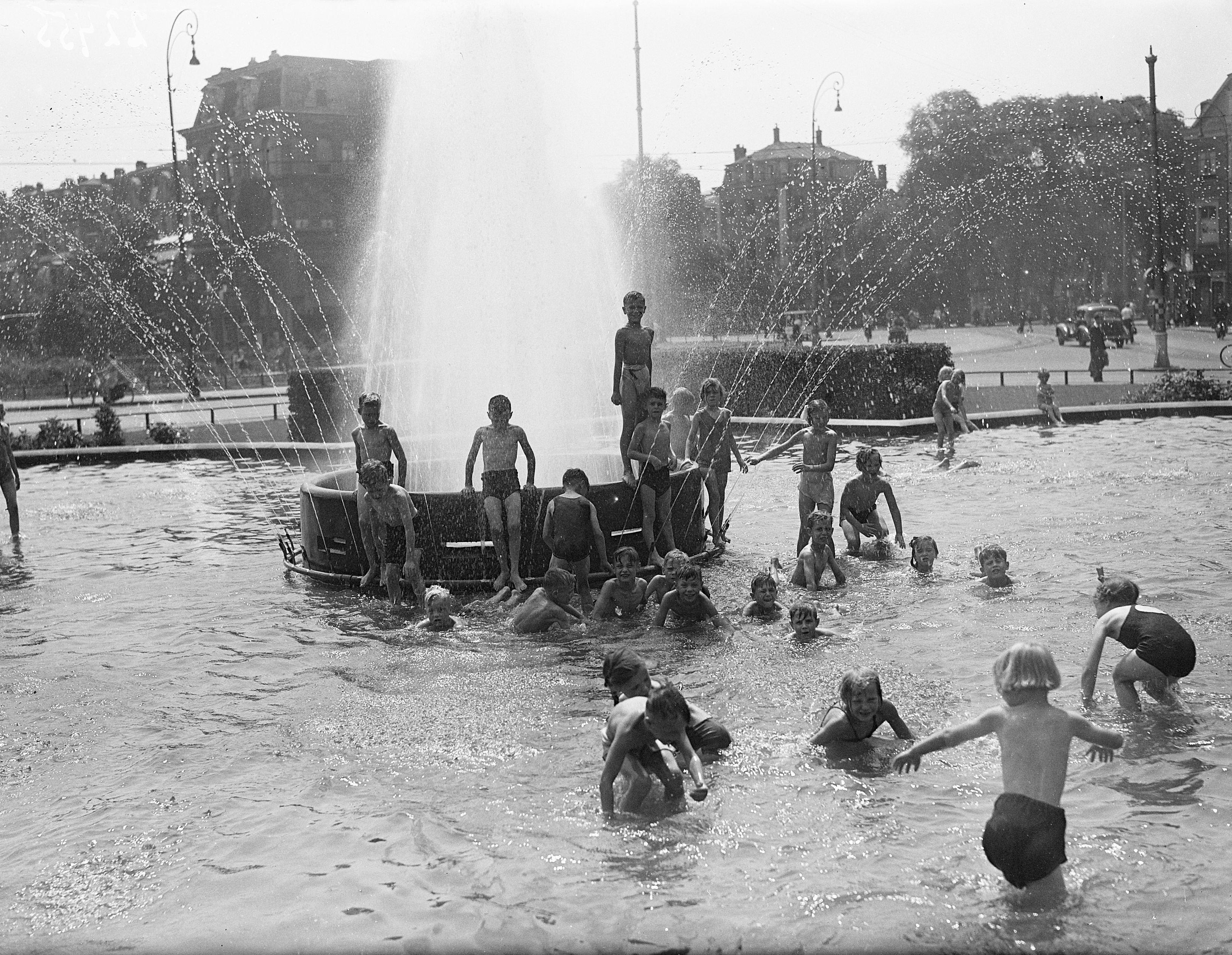
La fontaine au centre de la place, en 1947.

L'actuel siège de la Banque des Pays-Bas se trouve dans le prolongement de la place, dans un espace délimité par les rues de Oosteinde et Westeinde à l'est et à l'ouest respectivement, et par le Singelgracht au sud. Le bâtiment, conçu par l'architecte Marius Duintjer en 196] est achevé en 1968. L'actuel bâtiment est situé sur le site du Paleis voor Volksvlijt qui est détruit par un incendie en 1929. En 1991, une seconde tour est ajoutée sur une proposition de l'architecte Jelle Abma.
Dans l'espace vert situé sur le côté est de la place se trouve un monument commémorant le travail de l'écrivain et encyclopédiste néerlandais Anthony Winkler Prins. La colonne, datant de 1970 et construite dans un métal brillant est l'œuvre du sculpteur André Volten et souvent appelée « Pilier de pièces » (knakenpaal en néerlandais) dans le langage populaire, étant donné que l'œuvre ressemble à un tas de pièces de monnaie. Une partie des espaces situés entre les différents disques est comblée afin d'éviter que des gens n'escaladent le monument.

## Transports
La place est desservie par les lignes 1, 4, 7 et 19 du tramway d'Amsterdam à la station Frederiksplein.